# Sex Pistols
I Sex Pistols sono un gruppo punk rock britannico, fra i più influenti della storia e grande icona della prima ondata punk.
Il gruppo era originariamente composto dal cantante Johnny Rotten, dal chitarrista Steve Jones, dal batterista Paul Cook e dal bassista Glen Matlock, poi sostituito da Sid Vicious, e fu fondato nel 1975 a Londra. Anche se la loro carriera durò solo tre anni, includendo quattro singoli discografici e un album in studio, i Sex Pistols vennero descritti dalla BBC come «la sola punk rock band inglese». Il gruppo è spesso indicato come il fondatore del movimento punk britannico e il creatore del primo divario generazionale con il rock 'n' roll, in antitesi viscerale a generi musicali coevi dalla produzione molto laboriosa come il rock progressivo e le produzioni pop della metà degli anni settanta.
Il gruppo generò molte controversie durante la sua breve carriera, soprattutto nel Regno Unito, che ebbero maggiore risonanza mediatica della loro musica. I loro show e i loro tour erano ripetutamente ostacolati dalle autorità, e le loro apparizioni pubbliche spesso finivano disastrosamente. Il singolo del 1977 God Save the Queen, pubblicato appositamente durante il giubileo d'argento della regina d'Inghilterra, fu considerato un attacco alla monarchia e al nazionalismo degli inglesi.
Johnny Rotten lasciò il gruppo nel 1978, durante un turbolento tour negli Stati Uniti; il trio rimasto continuò fino alla fine dell'anno, ma si sciolse all'inizio del 1979. Il gruppo si riunì brevemente per organizzare un concerto nel 1996 per il Filthy Lucre Tour ("Tour a scopo di lucro", traducibile anche in "Tour per il lurido guadagno"), senza Sid Vicious, morto di overdose da eroina nel 1979 a soli 21 anni.

## Storia

### Dalla formazione aAnarchy in the U.K.(1975 - 1977)

#### La nascita
Il gruppo The Strand, formato nel 1972, includeva Steve Jones alla voce con due ex compagni di scuola, ovvero Paul Cook alla batteria e Wally Nightingale alla chitarra, più Jim Mackin all'organo e Del Noones (cognato di Cook) al basso; la loro prima strumentazione viene fornita dallo stesso Jones che la rubò a più riprese.
Dal 1973 i membri del gruppo iniziarono a frequentare il negozio di abbigliamento nel quale lavorava Don Letts (noto disc jockey di Londra e regista del film The Punk Rock Movie), l'Acme Attractions, e soprattutto la boutique SEX, meglio conosciuta come Let it Rock, un negozio del quartiere di Chelsea, una delle zone più lussuose di Londra. Il Let it Rock era di proprietà del vecchio manager dei New York Dolls, Malcolm McLaren, e di sua moglie Vivienne Westwood; il negozio si specializzò in seguito nella cosiddetta "anti-moda", ovvero magliette tagliate, pantaloni in pelle e accessori fetish, che successivamente si diffuse attraverso gli stessi fan dei Pistols. Johnny Rotten li definì senza mezzi termini degli "imbroglioni":
(Johnny Rotten)
Il negozio diventò il punto focale della scena punk rock, riunendo molti dei fondatori del movimento punk, come John Ritchie (più conosciuto come Sid Vicious), Jah Wobble, Mick Jones e Tony James. McLaren a questo punto (1973) diventò il manager dei The Strand.
Dopo essersi rinominati The Swankers, grazie ad alcune conoscenze di McLaren, il gruppo iniziò a fare prove nel pub Crunchy Fog, in uno studio di registrazione dell'East London, e al Covent Garden Community Centre. Nel 1974 esordirono suonando al Tom Salter's Café a Londra. Noones venne mandato via dal gruppo poco dopo.

#### L'arrivo di Johnny Rotten e il primo tour

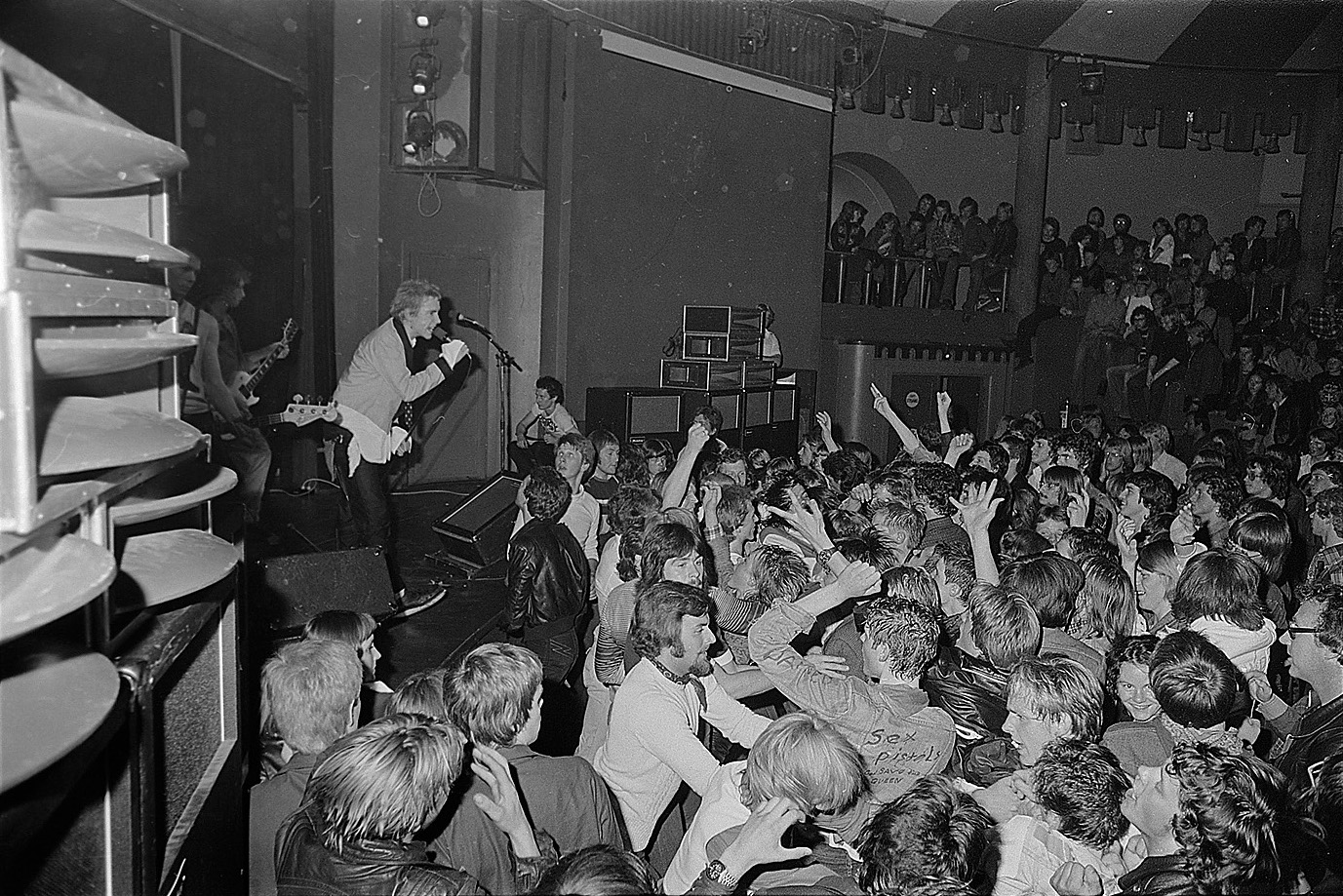
I Sex Pistols in Norvegia nel 1977.

Nel 1975 Nightingale lasciò il gruppo, mentre entrarono nella formazione Glen Matlock, un commesso del Let It Rock, come bassista e John Lydon, meglio conosciuto come Johnny Rotten (rotten significa marcio, a causa della sua dentatura poco curata), come cantante.
(Steve Jones)
 Benché non avesse mai cantato, a Rotten venne chiesto di entrare nel gruppo. Rotten fu scelto perché lui e il suo gruppo di amici (inclusi Siouxsie Sioux, Steven Severin, Billy Idol) erano soliti indossare camicie strappate e vestiti sadomaso acquistati da Vivienne Westwood;: il look lanciato dalla Westwood, anche grazie a Rotten, in seguito si diffuse rapidamente, e venne adottato soprattutto dai fan dei Pistols.
Il resto della band non fu contento della scelta di McLaren, tanto da non presentarsi alle prime prove con Rotten al Crunchy Frog, lasciandolo ad aspettare tutta la notte. Il giornalista di NME Nick Kent occasionalmente partecipava alle prove del gruppo, che però lasciò dopo il reclutamento di Rotten. 
(Johnny Rotten)
In seguito alla partenza di Kent, il gruppo si rese conto che Jones non poteva suonare la chitarra da solo, così nel 1976 fu pubblicato un annuncio sulla rivista Melody Maker con su scritto «Ricerca giovane chitarrista con meno di 20 anni e con un look non peggiore di Johnny Thunders». Steve New rispose all'inserzione e suonò col gruppo per qualche settimana, ma dopo poco tempo uscì dal gruppo anche lui. Nello stesso anno, McLaren cambiò il nome del gruppo in Sex Pistols, prendendo spunto da una maglietta venduta al Let it Rock - SEX. I Sex Pistols fecero quindi delle cover di canzoni degli anni sessanta, e suonarono il loro primo concerto col nome di Sex Pistols al Saint Martins College il 6 novembre del 1975, ma furono cacciati fuori prima della fine della prima canzone. Il concerto venne organizzato da Matlock, che all'epoca studiava proprio in quel college. I primi concerti furono caratterizzati da volgarità e violenza, sia nei confronti del pubblico che degli stessi componenti del gruppo. A queste "performance" seguirono altre esibizioni in altri college e scuole d'arte intorno a Londra, anche se la maggior parte dei locali si rifiutava di farli esibire, nonostante attirassero un discreto gruppo di fan. All'inizio del 1976, i Sex Pistols iniziarono a espandere i confini dei loro concerti, suonando al 100 Club e al Nashville e il giorno dell'apertura del Club de Chalet du Lac a Parigi. Il loro primo tour inglese iniziò intorno a quel periodo, e durò da metà settembre ai primi giorni di ottobre del 1976.

#### La EMI e l'incidente con Bill Grundy

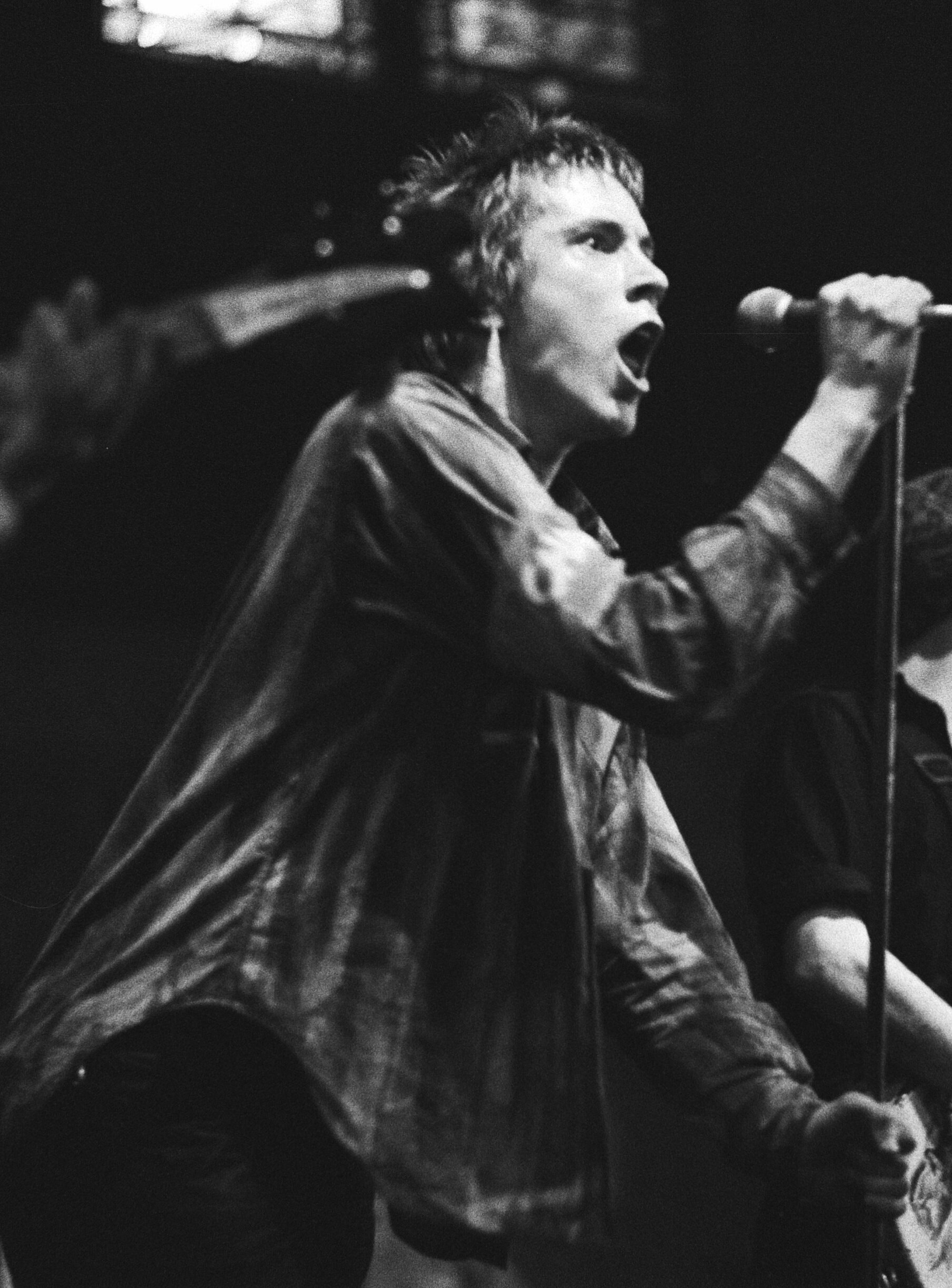
Johnny Rotten

In seguito a un concerto nel primo punk festival di Londra svoltosi al 100 Club a Oxford Street nel settembre 1976 (festival al quale parteciparono molti altri gruppi della prima ondata punk come i Subway Sect, The Clash, The Damned, The Vibrators e i Buzzcocks), i Sex Pistols firmarono un contratto discografico con la EMI per 40.000 sterline. Il primo singolo, Anarchy in the U.K., venne pubblicato il 26 novembre 1976. La canzone viene piazzata nella posizione numero 38 nelle hit parade inglesi e ne furono vendute 50.000 copie solo nel Regno Unito. Malgrado comunemente si pensasse che le punk band non sapessero suonare affatto, vennero registrate delle esibizioni live che mostrarono i Sex Pistols come «un gruppo competente e selvaggio».
Il loro comportamento, come del resto la loro musica, attirò su di loro l'attenzione del paese. Il 1º dicembre 1976 il gruppo e i membri del Bromley Contingent si fecero molta pubblicità nel programma televisivo Today, in onda su Thames Television (un'emittente televisiva a carattere regionale). Il gruppo e l'entourage vi comparì come rimpiazzo dell'ultimo minuto dei Queen, colleghi artisti della EMI. Durante l'intervista Rotten disse la parola shit (let. merda) e il giornalista Bill Grundy fece degli ironici apprezzamenti sessuali a Siouxsie Sioux («Pensi che ci potremmo incontrare dopo?») che portarono Jones a definire Grundy dirty old man (let. "vecchio sporcaccione") in diretta TV. Grundy a questo punto lo incitò a dire «qualcosa di oltraggioso» così Jones lo insultò pesantemente: «You dirty fucker... what a fucking rotter».
Anche se il programma fu trasmesso solo a Londra, la notizia occupò per giorni le testate nazionali. Il Daily Mirror scrisse l'articolo The Filth and the Fury, mentre il Daily Express scrisse Punk? Call it Filthy Lucre (let. Punk? Chiamatelo sporco lucro), frase che Lydon adottò anni dopo per il progetto Pistols. La Thames Television sospese Grundy, e anche se dopo venne riassunto, l'intervista stroncò definitivamente la sua carriera di giornalista.
L'episodio fece molta pubblicità al gruppo, e consolidò il punk come fenomeno di costume. L'Anarchy Tour proseguì, anche se molti concerti furono cancellati dalle autorità locali ostili nei confronti del gruppo. Il conduttore televisivo Bernard Brook Partridge durante un'intervista dichiarò: «Mi piacerebbe tanto vedere qualcuno scavare una enorme fossa e buttarci dentro i Sex Pistols».

Dopo la fine del tour nel dicembre 1976, la EMI organizzò una serie di concerti per il gennaio del 1977 al Paradiso, ad Amsterdam. Ma poco prima di salire sull'aereo al London Heathrow Airport il gruppo dette in escandescenze e insultò lo staff dell'aeroporto. Il Rolling Stone riporta questo articolo: «Una testimone ha dichiarato che i Sex stavano facendo qualcosa di talmente disgustoso da non riuscire a raccontarlo. L'ipotesi più accreditata è che Jones stesse vomitando su delle anziane signore». La EMI ruppe il contratto col gruppo due giorni dopo, non contenta della pubblicità negativa fatta dai giornali all'incidente di Heathrow, e ordinò inoltre l'immediato blocco delle stampe del singolo Anarchy in the U.K..
(Johnny Rotten)

### Dall'entrata di Sid Vicious allo scioglimento (1977 - 1979)

#### L'entrata di Sid Vicious

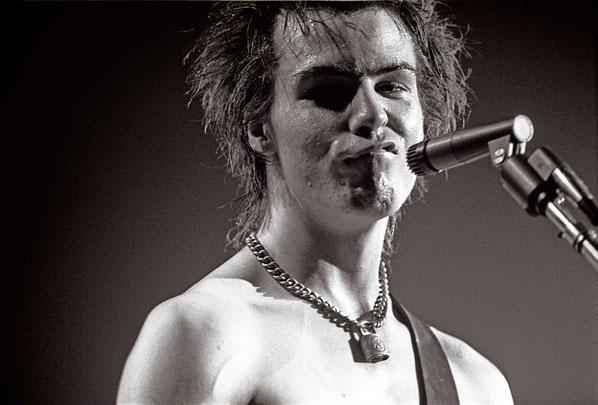
Sid Vicious

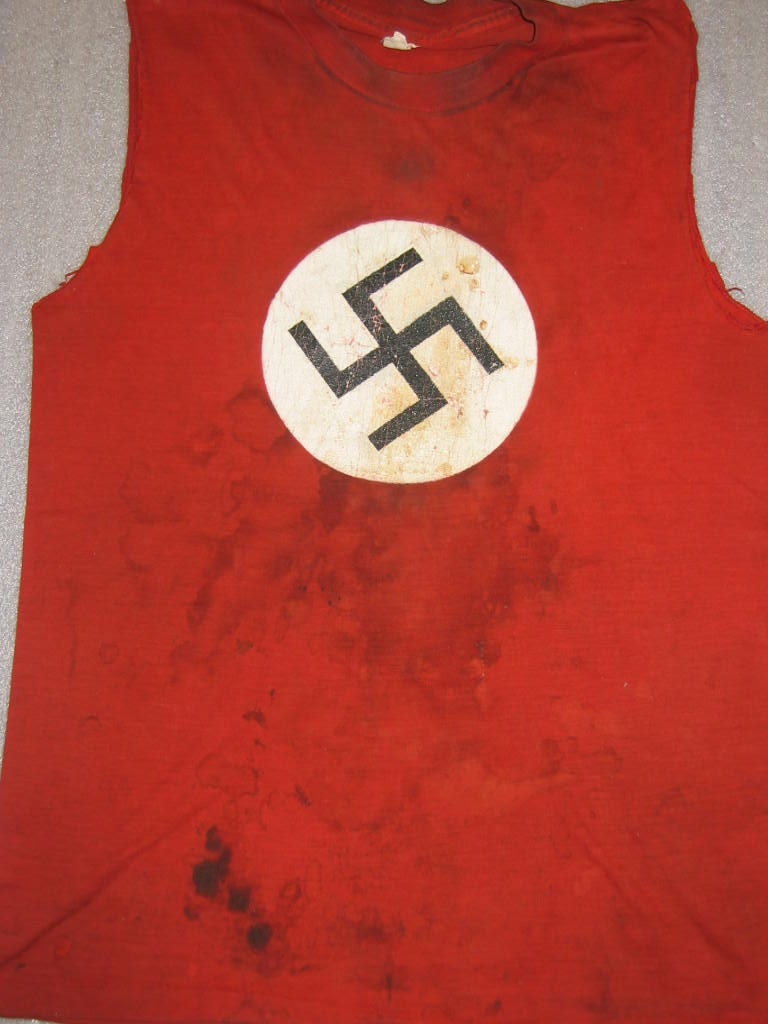
La celebre canottiera con la svastica spesso indossata provocatoriamente da Vicious

I concerti al Paradiso furono gli ultimi con Matlock, che lasciò il gruppo nel febbraio 1977. Secondo alcuni, Matlock venne cacciato perché «gli piacevano i Beatles», ma Jones in seguito dichiarò che la vera ragione era che Matlock non riusciva a entrare nello «spirito del gruppo», «era un bravo ragazzo» e che «si lavava sempre i piedi». Matlock successivamente disse che uscì volontariamente, soprattutto a causa dei rapporti sempre più tesi tra lui e Rotten.
Matlock venne rimpiazzato da un amico di Rotten, che si dichiarava il «primo fra i fan dei Sex Pistols», Sid Vicious (John Simon Ritchie), precedentemente batterista dei Siouxsie and the Banshees e dei Flowers of Romance. McLaren accettò Vicious come membro per il suo look e la sua attitudine punk, non badando alle sue limitate capacità di musicista. McLaren disse: «Quando Sid entrò nel gruppo non sapeva suonare il basso, ma con il suo comportamento pazzoide si inserì perfettamente nella struttura della band. Era il cavaliere nella sua brillante armatura e dal pugno potente». Lydon successivamente dichiarò: «La prima prova con Sid al basso fu infernale. Tutti dicevano che aveva il look. Sid ci provò veramente. Ma non sapeva suonare». Sid Vicious debuttò con i Sex Pistols allo Screen on the Green a Londra il 3 aprile 1977.
Anni dopo, McLaren dichiarò che Vivienne Westwood gli avrebbe detto di «far entrare il ragazzo chiamato John, venuto due volte al SEX, come cantante», e quando Johnny Rotten entrò nel gruppo, Vivienne affermò che McLaren aveva preso «il John sbagliato». Lei in realtà si riferiva a John Simon Ritchie (dopo conosciuto come Sid Vicious). Secondo questa versione il progetto originale prevedeva di reclutare Sid come cantante, e non Rotten, dato che era Vicious a suscitare l'interesse di Vivienne, la quale ebbe l'opportunità di vederlo nella band solo dopo la partenza di Matlock.
(Marco Pirroni)

I membri del gruppo ebbero un effetto distruttivo sul carattere e sulla personalità di Sid. 
 All'inizio del 1977 conobbe Nancy Spungen, eroinomane e prostituta di New York a cui era stata diagnosticata la schizofrenia. La Spungen fu in seguito unanimemente riconosciuta come la responsabile della tossicodipendenza di Sid dall'eroina, e del suo successivo allontanamento dal gruppo. 
(Johnny Rotten)

#### God Save the Queen

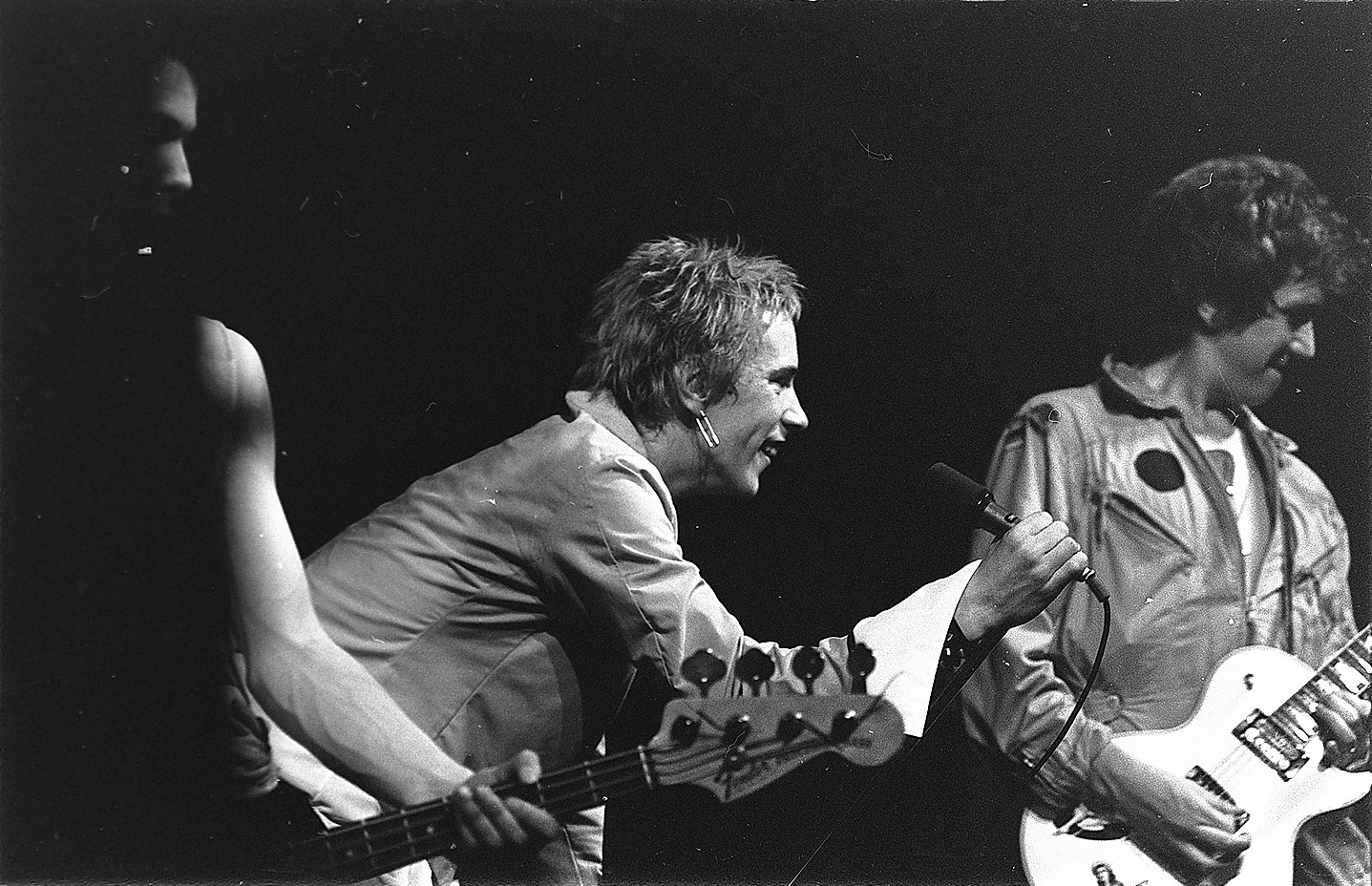
I Sex Pistols in concerto.

Il 10 marzo 1977, in una cerimonia tenuta all'esterno di Buckingham Palace, i Sex Pistols firmarono un contratto con la A&M Records. Poco dopo, nella sede della A&M, Sid sporcò l'ufficio del direttore generale dell'etichetta, vomitando sulla sua scrivania. Su pressione della direzione, degli artisti e dei distributori, la A&M ruppe il contratto con i Pistols sei giorni dopo. In maggio il gruppo firmò il terzo e ultimo contratto discografico con la Virgin Records.
Il secondo singolo dei Pistols, God Save the Queen, pubblicato il 27 maggio 1977, di cui furono vendute più di 60.000 copie, fu percepito come un forte attacco personale alla Regina Elisabetta II. la canzone venne cancellata dai programmi della BBC, in particolare da Radio 1. Rotten, in seguito affermò: «Ci è stata dichiarata guerra dall'intero paese senza una ragione!»
Durante la settimana dei venticinque anni di regno della regina Elisabetta (Silver Jubilee), la canzone raggiunse la prima posizione nella NME chart, e la numero due nella classifica ufficiale del Regno Unito. Tuttavia, alcune fonti affermarono che la classifica fosse stata alterata per impedire che la canzone ricevesse troppa pubblicità. Soltanto una stazione annunciò la canzone al primo posto, ma si rifiutò di trasmetterla per evitare di sconvolgere i festeggiamenti del Silver Jubilee.
I Pistols comunque festeggiarono a modo loro, affittando una barca con l'intenzione di suonare la canzone sul fiume Tamigi, e passando davanti a Westminster e alla sede del Parlamento. L'evento si concluse nel caos quando la polizia fermò la barca, nonostante il gruppo fosse stato autorizzato a suonare in precedenza, arrestando McLaren, i Pistols e molti collaboratori.
Stavano aumentando gli attacchi verso i fan, e lo stesso Rotten venne colpito con una coltellata alla mano da una gang di monarchici fuori l'Inslington Pegasus pub, subendo la rottura di due tendini di due dita della mano sinistra. A causa degli attacchi, un tour in Scandinavia organizzato per giugno venne fatto slittare a metà luglio. A ciò seguì un falso tour nel Regno Unito alla fine di agosto conosciuto come SPOTS (Sex Pistols On Tour Secretly), che vide il gruppo suonare sotto pseudonimi per evitare la cancellazione delle esibizioni.
Dato che la maggior parte delle copie è stata distrutta dopo la rottura con A&M Records, il valore del vinile del singolo è risultato, nel 2011, il più alto al mondo: 8.000 sterline.

#### Never Mind the Bollocks, Here's the Sex Pistols

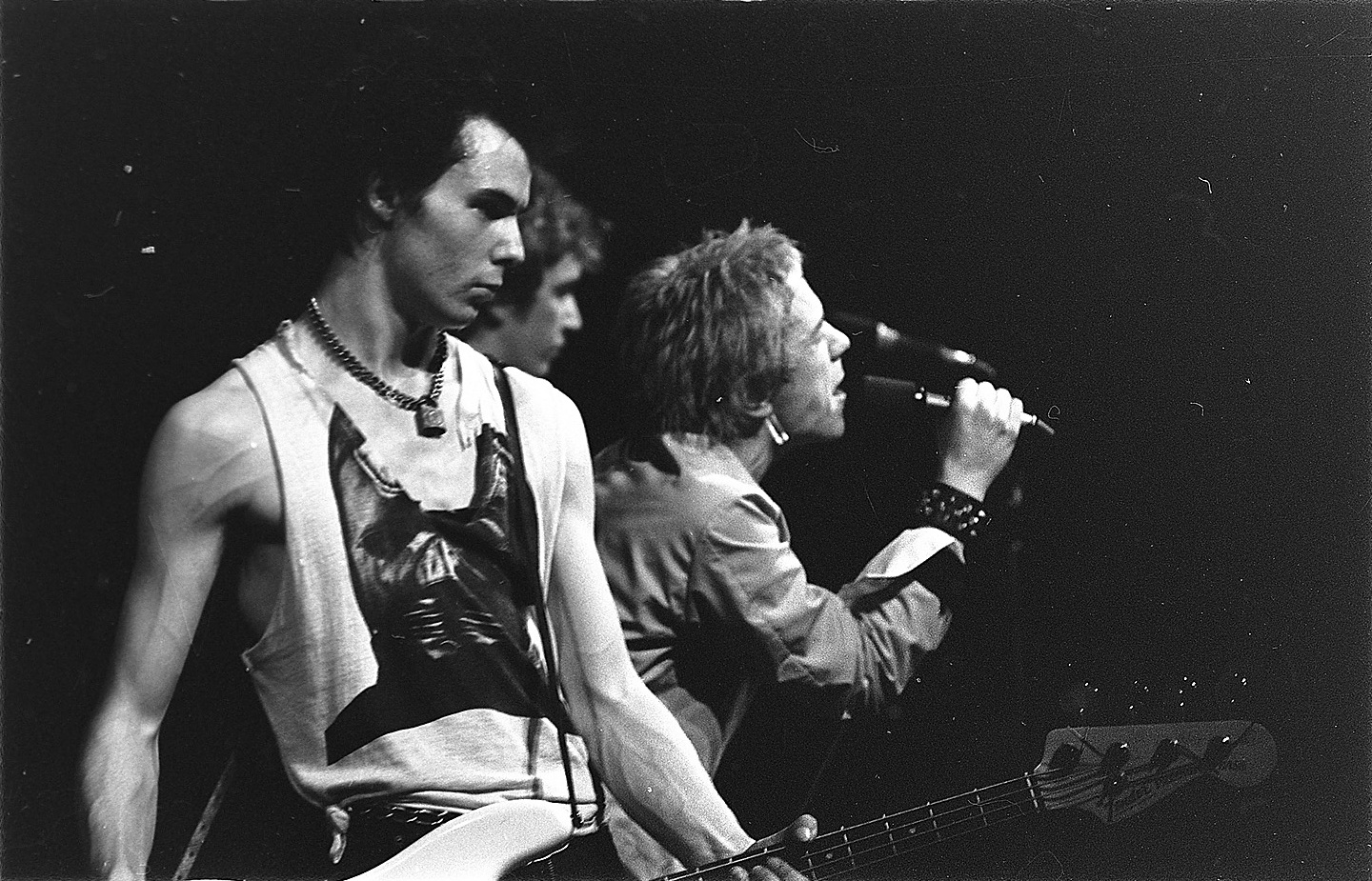
Concerto in Norvegia nel 1977.

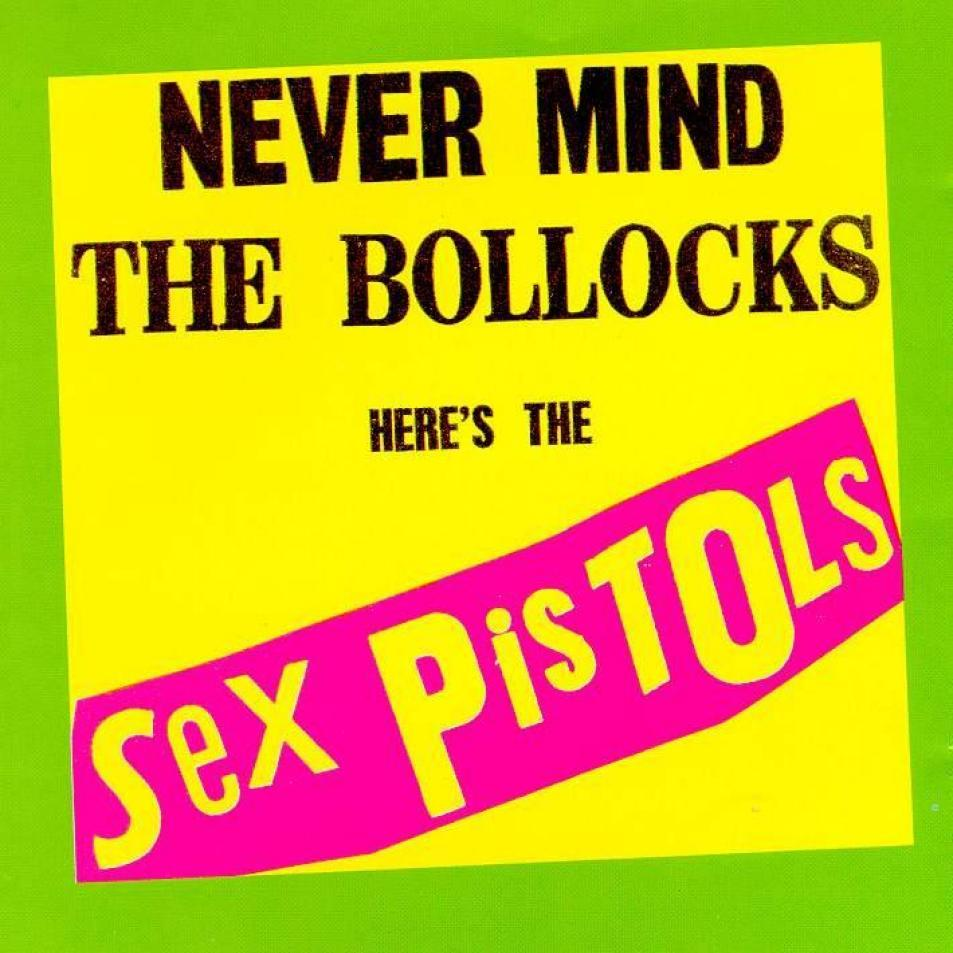
Never Mind the Bollocks, Here's the Sex Pistols, versione del Regno Unito della copertina dell'album

Il primo e unico album del gruppo, Never Mind the Bollocks, Here's the Sex Pistols venne registrato fra marzo e giugno 1977, negli Wessex Studios, Highbury, Londra. Prodotto da Chris Thomas, che aveva in precedenza lavorato con i Roxy Music, l'album vide ancora Matlock al basso, richiamato come turnista per compensare le scarse capacità di Sid. Secondo Jones «Sid voleva venire e suonare nell'album, e abbiamo fatto quanto possibile per non farlo avvicinare allo studio. Fortunatamente durante la registrazione era malato».
Anche se Sid andò nello studio in una sola occasione, la traccia del basso venne sovra-incisa in un secondo momento.
Never Mind the Bollocks venne pubblicato il 28 ottobre 1977 e il 17 novembre dello stesso anno le copie vendute solo nel Regno Unito arrivaronono a più di 200.000 diventando così l'album con il maggiore numero di vendite dell'anno e quindi disco d'oro, e le vendite aumentarono anni dopo. Nel 1981, il disco raggiunse il milione di copie nei soli Stati Uniti. La rivista Rolling Stone, all'uscita dell'album nel 1977, pubblicò una recensione positiva, comparandone il sound a «due treni sotterranei che si scontrano sotto 40 piedi di fango e con le numerose vittime che urlano», ed elogiò il gruppo per le canzoni «cantate con una energia e una convinzione che sono positivi nella loro pazzia». Alcuni critici, tuttavia, rimasero delusi dal fatto che l'album contenesse tutti e quattro i singoli precedentemente pubblicati, giudicandolo quindi come un Greatest Hits. In anni recenti l'album è stato spesso indicato come uno dei più influenti album rock degli ultimi 40 anni, ed è stato descritto come «una delle migliori e più ispirate incisioni rock di tutti i tempi».
Il titolo dell'album causò non poche difficoltà al gruppo, anche perché il termine bollocks vuol dire letteralmente coglioni. La Boots, la W.H. Smith e la Woolworth, tre distributori, si rifiutarono di vendere l'album; un parlamentare del partito conservatore lo condannò come «un sintomo del declino della società», e la Independent Television Companies Association si rifiutò di trasmettere la pubblicità del disco dalla propria TV. A Nottingham un negozio di dischi fu citato in giudizio per avere messo in vetrina la copertina del 33 giri, considerata «uno stampato indecente, contrario alla morale pubblica». Dal torto, il negozio passò alla ragione quando il proprio difensore, l'avvocato John Mortimer, riuscì a dimostrare che la parola bollock era un termine, ormai desueto, usato per indicare un prete. Nonostante la parola nel linguaggio giovanile identificasse i testicoli, in questo contesto è intesa con il significato "senza senso"; il titolo venne suggerito inconsapevolmente da Steve Jones quando, in un battibecco sui possibili titoli con gli altri componenti del gruppo, esclamò «Oh, never mind the bollocks of it all!»
L'ultima performance dei Sex Pistols nel Regno Unito ebbe luogo all'Ivanhoe a Huddersfield, il giorno di Natale del 1977, dove il gruppo suonò di pomeriggio, e una parte dei loro compensi venne donato alle famiglie dei vigili del fuoco in sciopero da lungo tempo. Il luogo del concerto non fu annunciato fino al suo inizio, una tattica usata dal gruppo per evitare che venisse cancellato come per le precedenti performance.

#### Il tour negli Stati Uniti d'America e la fine del gruppo
Nel gennaio del 1978 i Sex Pistols si imbarcarono in un tour negli Stati Uniti, le cui date erano previste soprattutto nel Sud del Paese. Pensato originalmente per essere svolto nel dicembre 1977, fu annullato a causa della riluttanza delle autorità USA a ospitare un gruppo come i Pistols. Comunque anticipato per volere dei fan e dei media, il tour venne anche qui tormentato da alcuni scontri, dalla scarsa organizzazione e dal pubblico apertamente ostile. McLaren ammise che egli stesso aveva richiesto l'intromissione dei redneck per creare queste situazioni ostili.
In una delle prime notti durante il tour Sid vagò fuori dell'Holyday Inn, a Memphis, l'hotel dove alloggiava, in cerca di droga. Venne ritrovato in un ospedale di Memphis con le parole Gimme a fix («datemi una dose») auto incise nel torace con un rasoio. A Baton Rouge in Louisiana, fece finta di ricevere del sesso orale sul palcoscenico, prima di affermare «è il genere di ragazza che mi piace». Durante una crisi d'astinenza dall'eroina, Vicious apparì sul palcoscenico di Dallas, Texas, con le parole Gimme a fix ancora incise nel torace, ed ebbe un litigio con una donna salita sul palco che lo colpì in faccia con un pugno, ma nonostante questo, continuò a esibirsi grondando sangue dalla bocca e dai tagli sul petto. Più tardi andò in ospedale a causa delle ferite provocate dalla lite e dal suo auto-lesionismo. Fuori dal palco si dice che abbia picchiato una fotografa, attaccato una guardia di sicurezza, per venir poi immobilizzato dalle sue guardie del corpo.
Rotten, che nel frattempo si era ammalato d'influenza, iniziò a isolarsi da Cook e da Jones, e a disgustare Sid. Nell'ultima data, a San Francisco, il 14 gennaio del 1978, Rotten chiuse il concerto con No Fun, una cover degli Stooges. Dopo la performance Rotten chiese al pubblico:
(Johnny Rotten)
 prima di gettare a terra il microfono e di uscire dal palco. Anni dopo, affermò: «Ho odiato l'intero piano d'azione. Era tutta una farsa. Mi sono sentito truffato. Sid era completamente fuori di cervello - solo uno spreco di spazio. Malcolm non me ne avrebbe mai parlato. Si sarebbe girato e avrebbe detto a Paul e a Steve che era tutta colpa mia, perché io non avrei accettato niente di tutto ciò.»
Il 17 febbraio del 1978 Rotten annunciò la sua uscita dai Sex Pistols. Vicious partì per New York, mentre McLaren, Cook e Jones andarono in vacanza a Rio de Janeiro, Brasile, abbandonando Rotten in America senza soldi e biglietti per l'aereo. In seguito, Rotten affermò: «I Sex Pistols mi hanno abbandonato a Los Angeles senza biglietti, senza una stanza d'albergo e con un messaggio della Warner Bros. che diceva che se qualcuno avesse chiamato dichiarando di essere Johnny Rotten, questi avrebbe mentito. Ho chiuso i miei rapporti con Malcolm in questo modo, ma non col resto del gruppo. A loro vorrò sempre bene.» Dopodiché, chiamò il capo della Virgin Records Richard Branson, che accettò di pagare a Rotten un volo per Londra passando per la Giamaica. In Giamaica Branson incontrò i Devo, chiedendo loro di accettare Rotten come cantante. I Devo declinarono subito l'offerta. I Sex Pistols, nel frattempo, continuarono con Cook, Jones e Vicious. Per qualche periodo cercarono un nuovo frontman, ma alla fine per le registrazioni vennero usati dei turnisti. Durante questo periodo il gruppo non si esibì mai in concerto. Nello stesso anno, Lydon iniziò un procedimento legale contro McLaren e la sua compagnia d'amministrazione, la Glitterbest. Fra i reclami fatti c'erano il mancato pagamento dei diritti d'autore, l'uso del nome 'Johnny Rotten', obblighi contrattuali ingiusti, e la richiesta dei danni per tutte le attività criminali che hanno avuto luogo per causa sua.
Dopo aver lasciato i Sex Pistols, Johnny Rotten ritornò al suo vero nome, John Lydon, e formò il gruppo post-punk dei Public Image Ltd. con Keith Levene, ex chitarrista dei Clash, e l'amico d'infanzia Jah Wobble. Il gruppo scalò le classifiche inglesi con il singolo di debutto, Public Image, pubblicato nel 1978, e nel 1979 registrarono il loro primo album, First Issue. Nel frattempo Vicious fondò una nuova band, The Vicious White Kids, composta da lui, l'ex bassista Glen Matlock, Steve New dei The Rich Kids e Rat Scabies dei Damned. Il gruppo fece solo un'apparizione il 15 agosto 1978 all'Electric Ballroom di Londra. Alcuni loro live album tratti da quel concerto, verranno pubblicati diversi anni dopo. I Sex Pistols si separarono alla fine del 1979.

### Gli anni successivi - dallo scioglimento alla reunion (1980 - 2011)

#### Dopo lo scioglimento

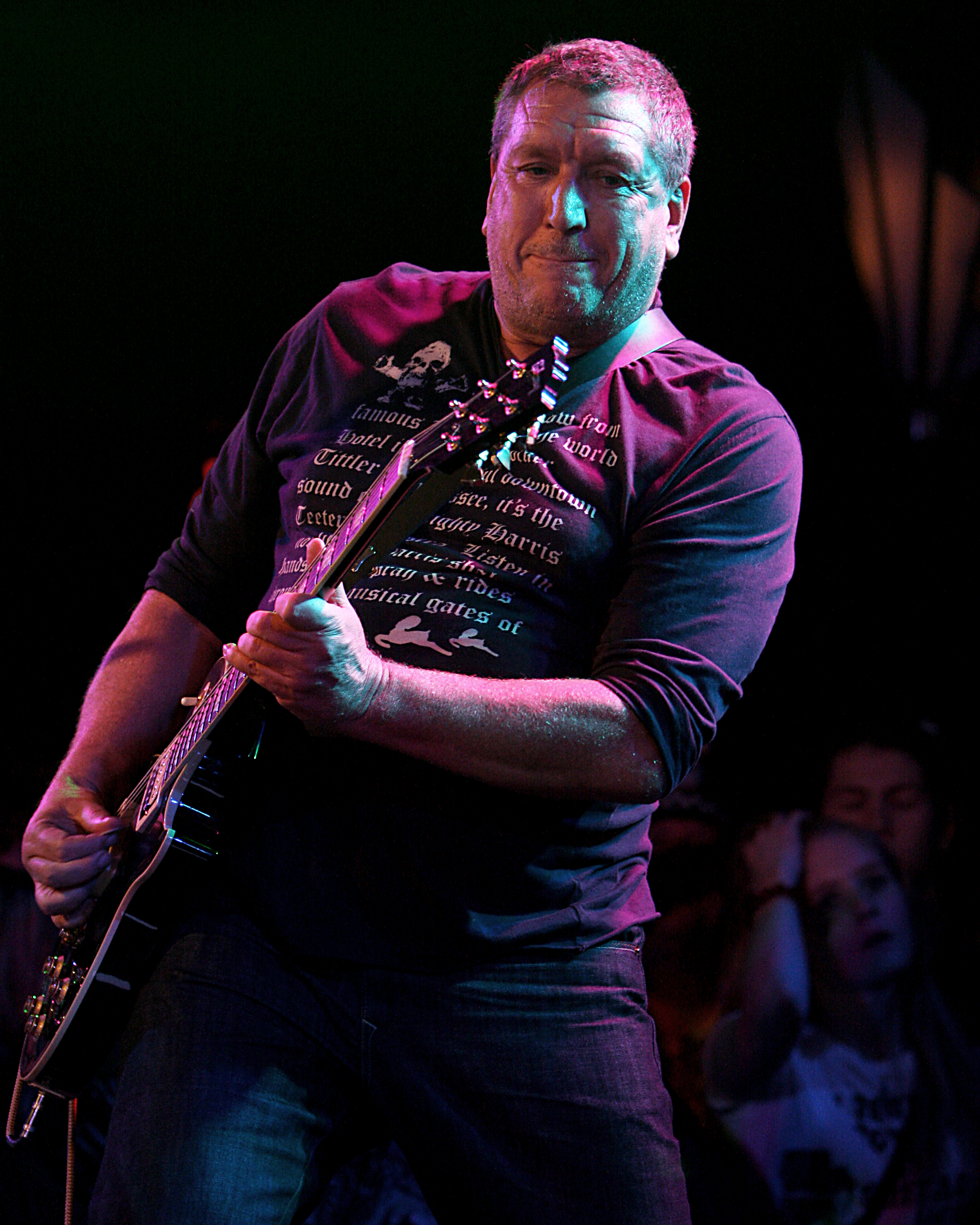
Steve Jones nel 2008

Vicious partì per New York e, con la fidanzata Nancy Spungen come manager, iniziò una breve carriera come solista. Registrò un album live nel 1979, chiamato Sid Sings, includendo nella formazione anche gli Idols, Arthur Kane e Jerry Nolan, entrambi componenti dei New York Dolls. Il 12 ottobre 1978 Nancy Spungen venne trovata morta nella sua stanza nel Chelsea Hotel (New York) da cui stava per ripartire con Sid, con delle ferite di coltello nello stomaco e vestita solo della biancheria intima. La polizia raccolse degli oggetti personali dalla scena del delitto, e dopo aver confessato, Vicious venne arrestato per omicidio. In un'intervista del tempo McLaren disse: «Non posso credere che fosse coinvolto fino a questo punto. Anzi, sapevo che lui e Nancy stavano per sposarsi a New York. Era molto vicino a lei e vivevano una storia molto passionale.» Poco prima del processo gli fecero un'intervista dove gli chiesero dove volesse essere in quel momento, e lui rispose che avrebbe voluto essere sotto terra. Il 2 febbraio 1979 Sid Vicious morì per un'overdose di eroina avvenuta dopo una festa per celebrare il suo rilascio dal carcere. Secondo Lydon: «Povero Sid. L'unica cosa che poté fare per vivere come voleva fu che si credesse che vivere era morire. Questo fu tragico ma più per Sid che per chiunque altro. Ha veramente comprato la sua immagine pubblica.» Un'immaginaria storia del rapporto fra Vicious e la Spungen venne raccontato nel film del 1986 Sid & Nancy, diretto da Alex Cox. Lydon criticò pubblicamente il film, mettendo in discussione le rappresentazioni di entrambi i protagonisti riguardo alla speculazione che i due avessero fatto un patto suicida.
McLaren per qualche tempo desiderò fare un film riguardo ai Sex Pistols. Nel 1977 assunse Russ Meyer per dirigere uno script, Who Killed Bambi?, scritto con Roger Ebert. La produzione comunque finì dopo solo un giorno e mezzo dalla entrata nelle sale, quando i membri del gruppo entrarono in protesta per non essere stati pagati. Un secondo tentativo venne fatto verso metà del 1978, quando Cook e Jones iniziarono le riprese per il progetto The Great Rock 'n' Roll Swindle, diretto da Julien Temple. Il film era la romanzata storia dei Sex Pistols; lui controllò e manipolò la pellicola in base alle sue intenzioni. La colonna sonora presenta sia Jones, sia, seppur occasionalmente, Cook o Vicious come cantanti, e due canzoni furono registrate anche con il noto criminale inglese Ronnie Biggs alla voce.
Cook e Jones continuarono a suonare attraverso apparizioni come guest e come turnisti, ma i due avevano intenzione di continuare a suonare in nuovi gruppi. Diversi nomi erano candidati a partecipare, come ad esempio Bob Geldof, ma a venire reclutati furono il cantante Jimmy Pursey e il bassista Dave Treganna, provenienti dagli Sham 69. Nacque così il progetto Sham Pistols, ovvero la fusione tra i nomi Sham 69 e Sex Pistols, poiché il gruppo comprendeva due componenti per ogni rispettiva band. Tutto iniziò all'ultimo concerto dei Sham 69 al Glasgow Apollo Theatre il 29 giugno del 1979, dove Jones e Cook parteciparono a parte del concerto suonando Pretty Vacant, White Riot, If the Kids are United e What Have We Got. Questo fu l'inizio del nuovo gruppo. I Sham Pistols scrissero anche due brani in studio: Some Play Dirty e Natural Born Killer (che fu poi ripresa dai The Professionals come Kick Down the Doors). Non vennero mai fatte registrazioni in studio, ma vennero pubblicati tre album live registrati lo stesso 29 giugno 1979, fra cui SSham Pistols - Natural Born Killer, pubblicato nel 2002.
Nel 1979 Jones e Cook abbandonarono il progetto e formarono nello stesso anno una band con i membri dei Thin Lizzy, Phil Lynott, Scott Gorham, e Brian Downey. Il progetto venne inizialmente chiamato The Greedy Bastard. Il supergruppo realizzò un singolo natalizio intitolato "A Merry Jingle", cambiando nome in The Greedies, prima di sciogliersi prematuramente lo stesso anno. Subito dopo il fallimento dei The Greedies, Jones e Cook formarono i The Professionals. Per il nuovo gruppo vennero reclutati Ray McVeigh alla seconda chitarra e Andy Allen, un amico di Jones, al basso. Quest'ultimo venne poco dopo sostituito da Paul Myers. Firmarono per la Virgin Records nel 1980. Nel 1982, terminato il secondo tour negli Stati Uniti il gruppo si sciolse. A contribuire allo scioglimento fu in parte un incidente stradale nel quale vennero coinvolti tutti i membri del gruppo tranne Jones. Egli quindi rimase negli Stati Uniti mentre il resto del gruppo tornò in Inghilterra.

#### Anni recenti

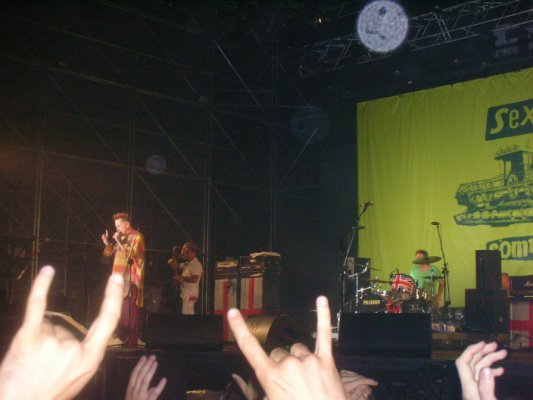
Concerto a Torino nel 2008.

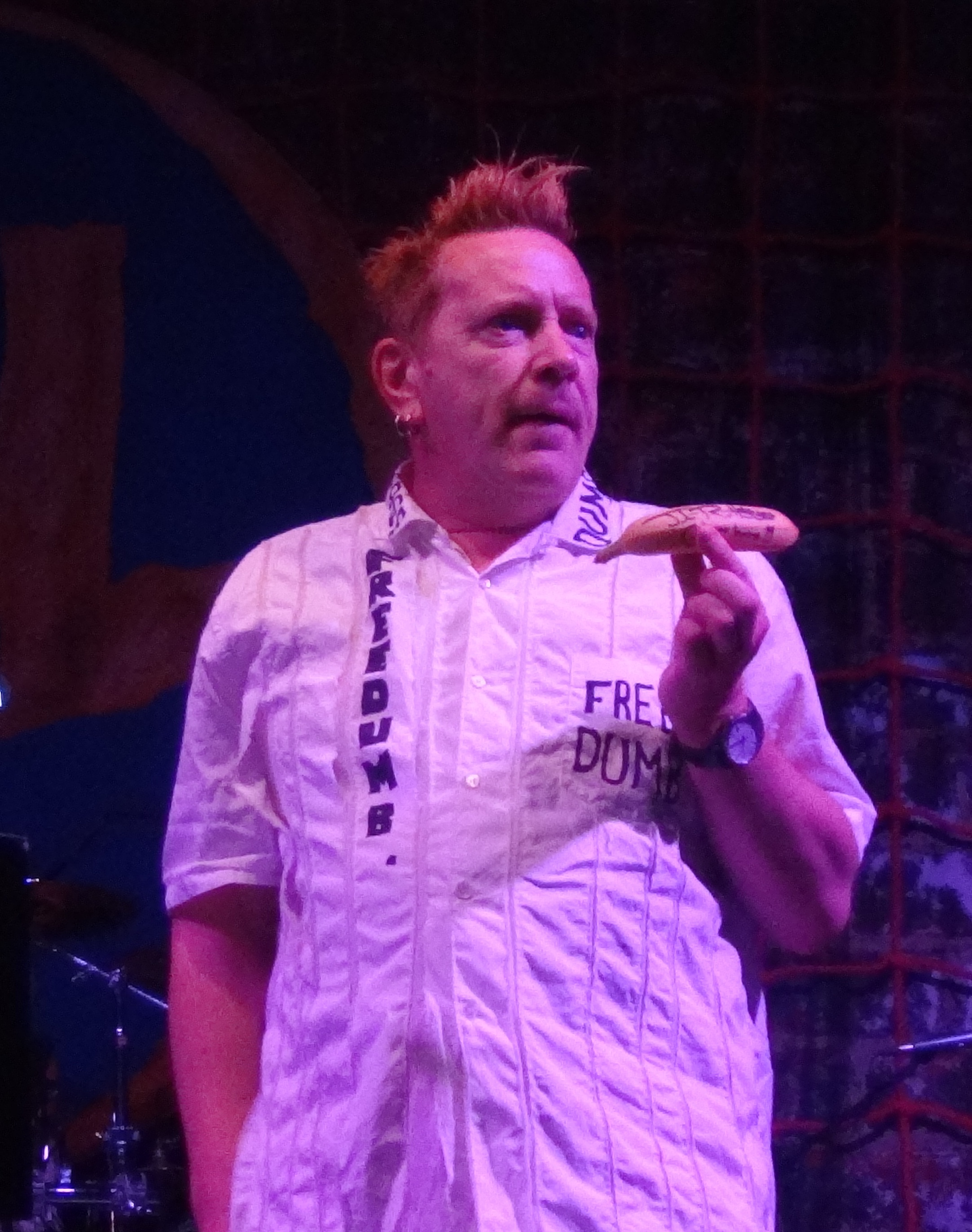
John Lydon dal vivo a Roma nel 2013.

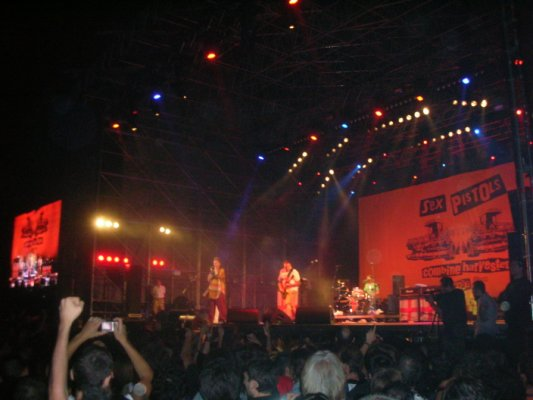
I Sex Pistols in concerto.

Cook fa parte del gruppo Man-Raze. Matlock si è unito a molti gruppi, inclusi i The Rich Kids nel 1978 e i The Philistines fino al 2000. McLaren diventò il manager di altri gruppi, e negli anni '80 pubblicò alcuni album da solista.
Nel periodo successivo allo scioglimento del gruppo e fino al 1985, il tecnico del suono del gruppo, Dave Goodman, pubblicò degli album spacciandoli per pezzi dei Sex Pistols inediti (come Land of Hope and Glory) e alcune registrazioni live rimaneggiate (come la prima versione del Live in Chelmsford Prison). Questa produzione viene generalmente attribuita al gruppo fantasma Ex Pistols, poiché non si tratta di materiale del gruppo originale.
Dopo qualche caso legale, nel gennaio del 1986 i quattro membri dei Sex Pistols, Jones, Matlock, Cook e Lydon ricevettero il controllo dell'eredità della band, inclusi i diritti di pubblicazione, delle registrazioni, della pellicola e i diritti esclusivi del nome Sex Pistols. Questo riconoscimento dei diritti ha permesso la produzione del documentario del 2000 The Filth and the Fury diretto da Julien Temple, formulato con il tentativo di raccontare la storia dal punto di vista dei Sex Pistols, in contrasto quindi con The Great Rock 'n' Roll Swindle, raccontato dalla prospettiva di McLaren.
I restanti componenti del gruppo si riformarono nel 1996 per il Filthy Lucre World Tour (tour a scopo di lucro) durato sei mesi, che comprendeva date in Europa, Nord e Sud America, Australia e Giappone, così come al Phoenix Festival e al Crystal Palace National Sports Centre in Inghilterra (Pistols at the Palace). Da questo tour venne poi tratto un live album intitolato Filthy Lucre Live (1996).
Nel 2003 tornarono in Nord America per tre settimane in quanto parte del loro Piss Off Tour.
Il 24 febbraio del 2006 i Sex Pistols vennero ufficialmente introdotti nella Rock and Roll Hall of Fame, un onore che però i membri del gruppo declinarono, definendo la Hall of Fame come Hall of Shame (gioco di parole da fame cioè "fama" a shame, "vergogna"). Per rafforzare il loro rifiuto, i membri inviarono al museo una lettera ricca di insulti, e offendendolo con la frase «Hall of Fame, "kiss this!"». Secondo Jones: «Se volessi essere messo in un museo non sarebbe certo il Hall of Fame; perché non lo vogliono i fan, ma le persone che ti portano a farlo o che sono già dentro di esso.»
Il 9 marzo 2006 il gruppo vendette i diritti alla Universal Music Group. L'acquisto fu poi giudicato come una svendita.
Nel 2007 in occasione della ristampa in "special anniversary edition" dell'album Never Mind the Bollocks, il gruppo si riunì per una serie di date che si tennero a Los Angeles, Londra e Manchester. Il gruppo registrò una nuova versione del pezzo Anarchy in the UK destinato a far parte della colonna sonora del videogioco Guitar Hero III: Legends of Rock. Fecero lo stesso con Pretty Vacant per il gioco Skate.
Il 20 giugno del 2008 si esibirono all'Heineken Jammin' Festival sul palco del parco di San Giuliano a Mestre (Venezia) di fronte a più di 25.000 persone. L'11 luglio 2008, in occasione del Traffic - Torino Free Festival, suonarono di fronte a 70.000 spettatori. Furono anche presenti allo Sziget Festival, e hanno eseguito un lungo tour da giugno a settembre 2008, le cui date includevano Grecia, Russia, Austria, Paesi Bassi, Ungheria, Belgio, Giappone. Nel 2010 morì a 64 anni l'ex manager dei Sex Pistols Malcolm McLaren dopo una dura lotta contro il cancro.

## Influenza culturale

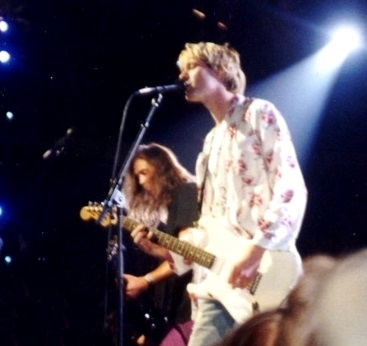
I Nirvana, uno dei tanti gruppi influenzati dai Sex Pistols.

Dopo l'apparizione del gruppo nello show di Bill Grundy, la loro storia apparve nelle pagine di ogni giornale nazionale del giorno dopo. I media successivamente dichiararono che «I Sex Pistols hanno venduto più giornali in Fleet Street che nel giorno dell'armistizio.» Rolling Stone rese famoso il gruppo a metà 1979, perché «ravvivò uno dei pochi momenti critici fra cultura pop e punk» Il loro unico album, Never Mind the Bollocks, fu un successo singolare all'interno del movimento punk, e un importante evento nella storia della musica popolare in generale. Il disco è regolarmente citato come uno dei migliori di sempre: nel 2006 raggiunse la posizione 27 sulla rivista Q Magazine. mentre su Rolling Stone si trova al secondo posto nella sua classifica dei migliori album degli ultimi 20 anni del 1987. Nel 2004 sempre Rolling Stone mette i Sex Pistols alla posizione 58 nella lista dei 100 migliori artisti di tutti i tempi.
Anche le loro performance live divennero influenti. Uno show di rilevanza significativa ebbe luogo all'inizio della loro carriera il 4 giugno 1976, quando suonarono di fronte a un pubblico di appena 42 persone al Lesser Free Trade Hall a Manchester, Inghilterra, considerato uno dei più importanti e mitizzati eventi nella storia del rock. Fra il pubblico c'erano molte persone che in seguito avrebbero formato band popolari o altrimenti famose figure del movimento punk, inclusi i Buzzcocks (gli organizzatori del concerto), Ian Curtis e Peter Hook dei Joy Division, Morrissey dei The Smiths, Mick Hucknall dei Simply Red, Anthony H. Wilson fondatore della Factory Records, Adam Ant e Bernard Sumner.
I Sex Pistols furono anche ricordati per aver comunicato in modo diretto con il pubblico. È stato oggetto di dibattito il dubbio se l'anti-istituzione dei Pistols fosse spontanea o se fosse stata coltivata. Un critico notò che «al tempo la depressione sociale in Inghilterra era abbastanza per creare una band come i Sex Pistols», e che «l'intelligenza feroce e carismatica» che Lydon aveva sul palco erano catalizzatori importanti, ma ultimamente i crediti di questo comportamento vennero attribuiti a McLaren e alle manipolazioni che eseguiva nel comportamento della band.
Fra i gruppi influenzati dai Sex Pistols si possono citare Siouxsie & the Banshees, Nirvana, Oasis, Guns N' Roses e Green Day.
Nel 1997 dei paleontologi chiamarono una serie di specie di fossili trilobiti in onore dei membri del gruppo: Arcticalymene rotteni, A. viciousi, A. jonesi, A. cooki e A. matlocki.
Nel 2022 esce Pistol su Disney+ una nuova serie originale ispirata alla storia della band diretta da Danny Boyle.

## Formazione
- Steve Jones – chitarra (1975-1979, 1996, 2002-2003, 2007-2008, 2024-)
- Glen Matlock – basso (1975-1977, 1996, 2002-2003, 2007-2008, 2024-)
- Paul Cook – batteria (1975-1979, 1996, 2002-2003, 2007-2008, 2024-)

### Ex componenti
- Sid Vicious – basso (1977-1979), voce (1978-1979)
- John "Johnny Rotten" Lydon – voce (1975-1978, 1996, 2002-2003, 2007-2008)

Turnisti
• Frank Carter - voce (2024-)

## Discografia
Album in studio
- 1977 - Never Mind the Bollocks, Here's the Sex Pistols
- 1979 - The Great Rock 'n' Roll Swindle

## Videografia

### Documentari
- 1979 - The Great Rock 'n' Roll Swindle
- 2000 - The Filth and the Fury
- 2004 - Blood on the Turntable: The Sex Pistols
- 2005 - Music Box Biographical Collection
- 2007 - Chaos! Ex Pistols Secret History: The Dave Goodman Story

### Live
- 1991 - Buried Alive
- 1991 - Decade
- 1995 - Bullocks to Every
- 1996 - Classic Chaotic
- 1996 - Kill the Hippies
- 2001 - Live at Winterland
- 2001 - Live at the Longhorn
- 2002 - Never Mind the Bollocks Here's the Sex Pistols
- 2003 - Punk Rockers
- 2006 - Punk Icons